# Jean Absil
Jean Absil (ur. 23 października 1893 w Bonsecours, zm. 2 lutego 1974 w Brukseli) – belgijski kompozytor. 

## Życiorys
Początkowo uczył się gry organach i fortepianie oraz kompozycji u Alphonse’a Oeyena w Bon-Secours. Następnie studiował w konserwatorium w Brukseli, gdzie jego nauczycielami byli Alphonse Desmet (organy), Martin Lunssens (harmonia) i Léon Du Bois (kontrapunkt i fuga). W latach 1920–1922 odbył uzupełniające studia w zakresie kompozycji i instrumentacji u Paula Gilsona. Od 1922 do 1964 roku był kierownikiem akademii muzycznej w Etterbeek. Otrzymał Prix Agnez za I Symfonię (1921), 2. belgijską Prix de Rome za kantatę La Guerre (1922) i Prix Rubens (1934). Na zamówienie organizatorów Konkursu Muzycznego im. Eugène’a Ysaÿe’a w 1938 roku napisał I Koncert fortepianowy.
Od 1930 do przejścia na emeryturę w 1959 roku wykładał w konserwatorium w Brukseli, od 1939 roku na stanowisku profesora fugi. Był współzałożycielem grupy „La Sirène” (1935) i czasopisma „Revue internationale de musique” (1938). Od 1939 do 1959 roku był członkiem Chapelle Musical królowej Elżbiety. Od 1955 roku był członkiem Académie royale de Belgique, w 1968 roku został wybrany jej przewodniczącym. W 1956 roku był członkiem jury Międzynarodowego Konkursu Kompozytorskiego im. Henryka Wieniawskiego.
Opublikował pracę Postulats de la musique contemporaine (Bruksela 1937).

## Twórczość
Początkowo tworzył w stylistyce późnoromantycznej. Na początku lat 20. XX wieku wypracował indywidualny styl, łączący w sobie austriacki ekspresjonizm z elementami twórczości Bartóka oraz kompozytorów francuskich (Maurice Ravel, Florent Schmitt, Darius Milhaud). Wykorzystywał elementy rumuńskiego i bułgarskiego folkloru muzycznego. Stosował zmienne i nieregularne metrum, jego harmonika jest wolna od tonalności i powiązań funkcyjnych.

## Wybrane kompozycje
(na podstawie materiałów źródłowych)

### Utwory orkiestrowe
- 5 symfonii (I 1920, II 1936, III 1943, IV 1969, V 1970)
- poemat symfoniczny La Mort de Tintagiles (1926)
- Rapsodie flamande (1928)
- Berceuse na małą orkiestrę i wiolonczelę lub saksofon (1932)
- 2 koncerty skrzypcowe (I 1933, II 1964)
- Petite suite na małą orkiestrę (1935)
- 3 koncerty fortepianowe (I 1937, II 1967, III 1973)
- Rapsodie No. 2 (1938)
- Hommage à Lekeu (1939)
- Concertino na wiolonczelę i orkiestrę (1940)
- Serenade (1940)
- Variations symphoniques (1942)
- Koncert altówkowy (1942)
- Rapsodie roumaine na skrzypce i orkiestrę (1943)
- Concerto grosso na kwintet dęty i orkiestrę (1944)
- poemat symfoniczny Jeanne d’Arc (1945)
- tryptyk Rites na zespół dęty (1952)
- Rapsodie bresilienne (1953)
- suita Mythologie (1954)
- Croquis sportifs na zespół dęty (1954)
- Divertimento na kwartet saksofonowy i orkiestrę dętą (1955)
- Introduction et Valses (1955)
- Legend na zespół dęty (1956)
- Suite (1956)
- Suite bucolique na smyczki (1957)
- Fantaisie concertante na skrzypce i orkiestrę lub fortepian (1959)
- Danses bulgares (1959)
- Rapsodie bulgare (1960)
- 2 Danses rituelles na małą orkiestrę (1960)
- Triptyque na małą orkiestrę (1960)
- Fantaisie-humoresque na klarnet i smyczki lub fortepian (1962)
- Rapsodie No. 6 na róg i orkiestrę lub fortepian (1963)
- Concertino na altówkę i orkiestrę (1964)
- Nymphes et faunes na orkiestrę dętą (1966)
- Allegro brillante na fortepian i orkiestrę (1967)
- Fantaisie-caprice na saksofon i smyczki (1971)
- Koncert gitarowy (1971)
- Ballade na saksofon, fortepian i małą orkiestrę (1971)
- suita Deites (1973)

### Utwory kameralne
- 4 kwartety smyczkowe (I 1929, II 1934, III 1935, IV 1941)
- 2 tria fortepianowe (I 1931, II 1972)
- 2 tria smyczkowe (I 1935, II 1939)
- Fantaisie rapsodique na 4 wiolonczele (1936)
- Kwartet wiolonczelowy (1937)
- Kwartet na saksofony (1937)
- Kwartet fortepianowy (1938)
- Fantaisie na kwartet fortepianowy (1939)
- Concert à cinq na flet, skrzypce, altówkę, wiolonczelę i harfę (1939)
- 2 suity na wiolonczelę i fortepian (I 1942, II 1968)
- Chaconne na skrzypce (1949)
- 3 Contes na trąbkę i fortepian (1951)
- Suite na puzon i fortepian (1952)
- Sonatine en duo na skrzypce i altówkę (1962)
- Sonata saksofonowa (1963)
- 3 Pièces na organy (1965)
- Kwartet na klarnety (1967)
- Sonata na skrzypce solo (1967)
- Croquis pour un carnaval na 4 klarnety i harfę (1968)
- Suite mystique na 4 flety (1969)
- Sonata skrzypcowa (1970)
- Esquisses na kwartet dęty (1971)
- Images stellaires na skrzypce i wiolonczelę (1973)

### Utwory fortepianowe
- 3 Impromptus (1932)
- 3 sonatiny (I 1937, II 1939, III 1965)
- 3 Marines (1939)
- Bagatelles (1944)
- 2 Grand Suites (I 1944, II 1962)
- Sketches on the 7 Capital Sins (1954)
- Variations (1956)
- suita Chess Game (1957)
- Passacaglia (1959)
- Rapsodie No. 5 na 2 fortepiany (1959)
- Humoresques (1965)
- Ballade (1966)
- Asymétries na 2 fortepiany (1968)
- Alternances (1968)
- Féeries (1971)
- Poésie et vélocité (1972)

### Utwory wokalne
- kantata La Guerre (1922)
- kantata kameralna Philatélie (1940)
- kantata Les Bénédictions (1941)
- kantata Les Chants du mort (1941)
- Le Zodiaque na chór, fortepian i orkiestrę (1949)
- Phantasmes na kontralt, saksofon, fortepian i perkusję (1950)
- kantata Le Cirque volant (1953)
- Petites polyphonies na 2 głosy i orkiestrę (1966)
- À cloche-pied na chór dziecięcy i orkiestrę (1968)

### Utwory sceniczne
- poemat liryczny Peau d’âne (1937)
- sztuka radiowa Ulysse et les sirènes (1939)
- komedia muzyczna Fansou ou Le Chapeau chinois (1944)
- balet Le Miracle de Pan (1949)
- sztuka radiowa Pierre Breughel l’Ancien (1950)
- balet Épouvantail (1950)
- opera Les Voix de la mer (1951)
- balet Les Météores (1951)